# Billions
Billions è una serie televisiva statunitense creata da Brian Koppelman, David Levien e Andrew Ross Sorkin, interpretata da Paul Giamatti e Damian Lewis, e ambientata a New York nel mondo dell'alta finanza.
Negli Stati Uniti, la serie è stata trasmessa dal 17 gennaio 2016 al 29 ottobre 2023 su Showtime e conta un totale di sette stagioni e 84 episodi. In Italia è andata in onda su Sky Atlantic dal 21 giugno 2016 al 27 ottobre 2023.

## Trama

### Prima stagione
Chuck Rhoades è il procuratore federale del distretto meridionale di New York. Durante la sua brillante carriera non ha mai perso un caso, facendo attenzione a evitare o ritardare procedimenti difficoltosi, ma rifiutandosi di concedere favori o essere più clemente verso conoscenti propri o del padre Charles, anch'egli figura politicamente di rilievo. Bobby "Axe" Axelrod è un miliardario che ha costruito la propria fortuna alla guida della Axe Capital, una società finanziaria specializzata in hedge fund.
Quando il dossier riguardante un'operazione sospetta condotta da Axe finisce sulla sua scrivania, Chuck deve decidere se aprire un caso che potrebbe definitivamente consacrare la sua carriera, correndo tuttavia pesanti rischi nello scontrarsi con il mondo dell'alta finanza. A frenarlo è anche un potenziale conflitto di interessi riguardante sua moglie Wendy che lavora come psichiatra nella società di Axe.

### Seconda stagione
Chuck attraversa un momento difficile, essendo finito sotto la lente del Dipartimento di giustizia per come ha condotto l'indagine su Axe, ed è in fase di separazione da Wendy. Nonostante questo, Chuck è sempre più determinato a perseguire Axe, finanche al costo di mettere a rischio il proprio incarico. Dal canto suo anche Axe si prepara alla guerra, intensificando le misure di sicurezza della Axe Capital. Al suo fianco può contare su un nuovo dipendente, la genderqueer Taylor Mason, un personaggio tanto intelligente quanto enigmatico.

### Terza stagione
L'operatività di Chuck è fortemente soffocata da Waylon Jeffcoat, il nuovo procuratore generale, che pretende di manovrare gli uffici distrettuali a proprio piacimento. Lasciata la battaglia processuale contro Axe al Distretto Est, Chuck adesso deve pensare alla sua corsa per diventare governatore dello Stato di New York, ma vecchi scheletri nell'armadio sono pronti a riemergere. Axe si è separato da Lara, affrontando da solo la tempesta giudiziaria che lo ha privato della licenza di trading, costringendolo a fare sempre più affidamento su Taylor.

### Quarta stagione
Defenestrato dal Distretto Sud, pur di tornare sulla cresta dell'onda Chuck è disposto a tutto, perfino ad allearsi con il suo nemico giurato Axe. Quest'ultimo deve invece affrontare Taylor, la cui nuova società minaccia il business della Axe Capital. Il collante dell'intesa tra Chuck e Axe rimane Wendy, la quale continua a barcamenarsi tra il ruolo di moglie fedele per il primo e di risorsa affidabile per il secondo.

### Quinta stagione
Tornati alla loro antica rivalità, le strade di Chuck e Axe sembrano procedere su binari paralleli. Chuck sta provando a metabolizzare il divorzio da Wendy e inizia a insegnare a Yale. Axe deve invece fare i conti con l'ascesa di un temibile rivale, Michael Prince, imprenditore che rappresenta il suo alter-ego in versione etica. La brama di vittoria spinge Axe a lanciarsi nell'ambizioso progetto di fondare una banca, con il risultato di far rialzare le antenne di Chuck che farà di tutto per impedirglielo. Taylor si vota agli investimenti sostenibili e convince Wendy, alla ricerca di nuovi stimoli dopo il divorzio da Chuck, a lanciarsi in un impact fund comune.

### Sesta stagione
Tolto di mezzo Axe, Michael diventa il padrone del suo impero e introduce cambiamenti radicali. Il suo grande obiettivo è portare i Giochi olimpici a New York, scolpendo il proprio nome nei libri di storia. Chuck, la cui crociata nei confronti degli avidi manager non si è affatto sopita con l'uscita di scena di Axelrod, si ritrova ben presto a confliggere anche con Prince, un nemico non meno subdolo rispetto al predecessore, in uno scontro che si preannuncia catastrofico per uno dei due.

### Settima stagione
Michael ha deciso che vuole diventare presidente degli Stati Uniti e nessuno sembra in grado di fermarne l'inarrestabile ascesa, soprattutto dopo aver messo Chuck fuori gioco. Wendy, la prima a intuire quanto possa essere pericoloso un Michael presidente, architetta il ritorno sulla scena di Bobby Axelrod, l'unico che potrebbe riuscire a fermare i deliri di onnipotenza del vecchio nemico.

## Episodi
| Stagione         | Episodi | Prima TV USA | Prima TV Italia |
| ---------------- | ------- | ------------ | --------------- |
| Prima stagione   | 12      | 2016         | 2016            |
| Seconda stagione | 12      | 2017         | 2017            |
| Terza stagione   | 12      | 2018         | 2018            |
| Quarta stagione  | 12      | 2019         | 2019            |
| Quinta stagione  | 12      | 2020-2021    | 2020-2021       |
| Sesta stagione   | 12      | 2022         | 2022            |
| Settima stagione | 12      | 2023         | 2023            |

## Personaggi e interpreti

### Personaggi principali
- Charles "Chuck" Rhoades Jr. (stagioni 1-7), interpretato da Paul Giamatti, doppiato da Massimo Rossi.
Procuratore del Distretto Sud di New York, successivamente candidato governatore di New York ed eletto procuratore generale dello Stato di New York. Ha un radicato senso della giustizia e nutre un'avversione profonda verso i crimini finanziari commessi dalle persone ricche. Potente avvocato dalla parte della legge in pubblico, nel privato viene spesso e volentieri messo in ombra dalla moglie Wendy, con cui pratica segretamente sesso sadomaso, e dal padre Charles, uomo potente e ben introdotto negli ambienti politici che non esita a manipolarlo per il proprio tornaconto personale.
- Robert "Bobby" Axelrod (stagioni 1-5, 7), interpretato da Damian Lewis, doppiato da Riccardo Rossi.
Proprietario del fondo speculativo Axe Capital, di cui ha ottenuto la guida dopo che tutti i suoi soci sono morti negli attentati dell'11 settembre 2001. Caritatevole e generoso in pubblico, spietato e quasi animalesco nel suo lavoro. Fa ampio ricorso a pratiche illecite, come l'insider trading, per accrescere l'enorme ricchezza della sua società. Nonostante questo non dimentica mai le sue umili origini, celebrandosi come esempio di self-made man.
- Wendy Rhoades (stagioni 1-7), interpretata da Maggie Siff, doppiata da Laura Romano.
Psichiatra, life coach e formatrice aziendale presso la Axe Capital. È sposata con Chuck Rhoades, elemento quest'ultimo che le causerà parecchi problemi nella contesa tra suo marito e Bobby Axelrod, soprattutto nel mantenere ruolo familiare e professionale equidistanti. Nel sesso sadomaso praticato con Chuck interpreta il ruolo della dominatrice.
- Lara Axelrod (stagioni 1-3, guest stagione 4), interpretata da Malin Åkerman, doppiata da Laura Facchin.
Moglie di Bobby Axelrod, dal quale successivamente si separa. È stata infermiera, pur mantenendo la licenza professionale, prima di dedicarsi completamente alla vita familiare. Fredda e determinata, rappresenta la spalla ideale per coprire il business non sempre cristallino del marito. Suo fratello Dean era un vigile del fuoco morto nell'attentato dell'11 settembre 2001.
- Bryan Connerty (stagioni 1-7), interpretato da Toby Leonard Moore, doppiato da Gianfranco Miranda.
Capo della task antifrode al Distretto Sud, in seguito procuratore distrettuale dopo la dipartita di Chuck. A lui lo lega un rapporto di profonda stima, essendo stato il suo mentore, prima però che Chuck iniziasse a violare la legge per perseguire Axelrod.
- Mike "Wags" Wagner (stagioni 1-7), interpretato da David Costabile, doppiato da Franco Mannella.
Direttore operativo della Axe Capital. È il fidato braccio destro di Axe, colui che individua gli investimenti e cura le relazioni esterne. Ha sofferto di dipendenze da alcol e droga che ogni tanto riaffiorano.
- Kate Sacher (stagioni 1-7), interpretata da Condola Rashād, doppiata da Chiara Gioncardi.
Assistente procuratore del Distretto Est, poi procuratore capo. Sveglia e preparata, una valida risorsa per Chuck che ne sfrutta l'ambizione per coprire le proprie manovre. Ha una breve relazione con Bryan Connerty.
- Taylor Amber Mason (stagioni 3-7, ricorrente stagione 2), interpretato da Asia Kate Dillon, doppiato da Gaia Bolognesi.
Analista e in seguito Chief investment officer della Axe Capital, successivamente titolare della Taylor Mason Capital (Tmc). Il suo talento non sfugge ad Axe che, quando subisce la revoca della licenza di trader, affida a Taylor la guida della società. Scelta di cui finirà per pentirsi, quando Taylor abbandona la Axe Capital per mettersi in proprio. Taylor è una persona di genere non binario a cui ci si deve rivolgere con pronomi neutri, senza identificare alcun genere sessuale.[2]
- Charles Rhoades Sr (stagioni 3-7, ricorrente stagioni 1-2), interpretato da Jeffrey DeMunn, doppiato da Carlo Valli.
Padre di Chuck Rhoades e influente cittadino di New York. Ha esercitato un forte controllo sulla vita di Chuck, facendolo studiare nella sua stessa università (Yale) e seguendone l'ascesa fino alla sua nomina a procuratore. Si preoccupa di tramandare il buon nome della famiglia Rhoades, pur essendo divorziato e accompagnandosi spesso a donne più giovani.
- "Dollar" Bill Stearn (stagioni 4-5, 7, ricorrente stagioni 1-3, 6), interpretato da Kelly AuCoin, doppiato da Gaetano Lizzio (stagione 1) e da Roberto Certomà (stagioni 2-6).
Portfolio manager della Axe Capital. Devoto ad Axe al punto di immolarsi per lui. È soprannominato "Dollar" perché, quando deve concludere un'operazione importante, usa la prima banconota guadagnata come portafortuna.
- Michael Thomas Aquinius Prince (stagioni 6-7, ricorrente stagione 5), interpretato da Corey Stoll, doppiato da Simone Mori.
Gigante del business, cresciuto in una piccola città dell'Indiana.
- Scooter Dunbar (stagioni 6-7, ricorrente stagione 5), interpretato da Daniel Breaker, doppiato da Riccardo Scarafoni.
Braccio destro di Michael Prince.
- Daevisha "Dave" Mahar (stagioni 6-7), interpretata da Sakina Jaffrey, doppiata da Tiziana Avarista.
Nuova assistente di Chuck nella lotta alla corruzione e contro Prince.
- Philip Charyn (stagione 7, ricorrente stagione 6), interpretato da Toney Goins, doppiato da Manuel Meli.
Nipote di Scooter assunto da Prince per entrare alla Prince Capital per il suo senso degli affari.

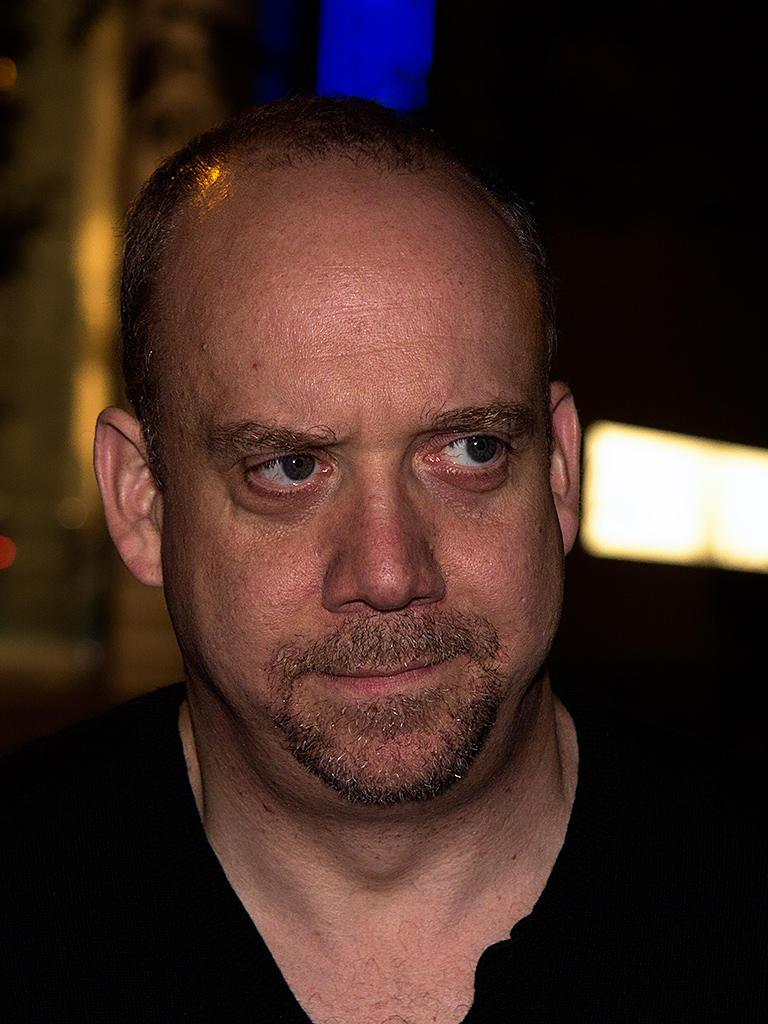
Paul Giamatti
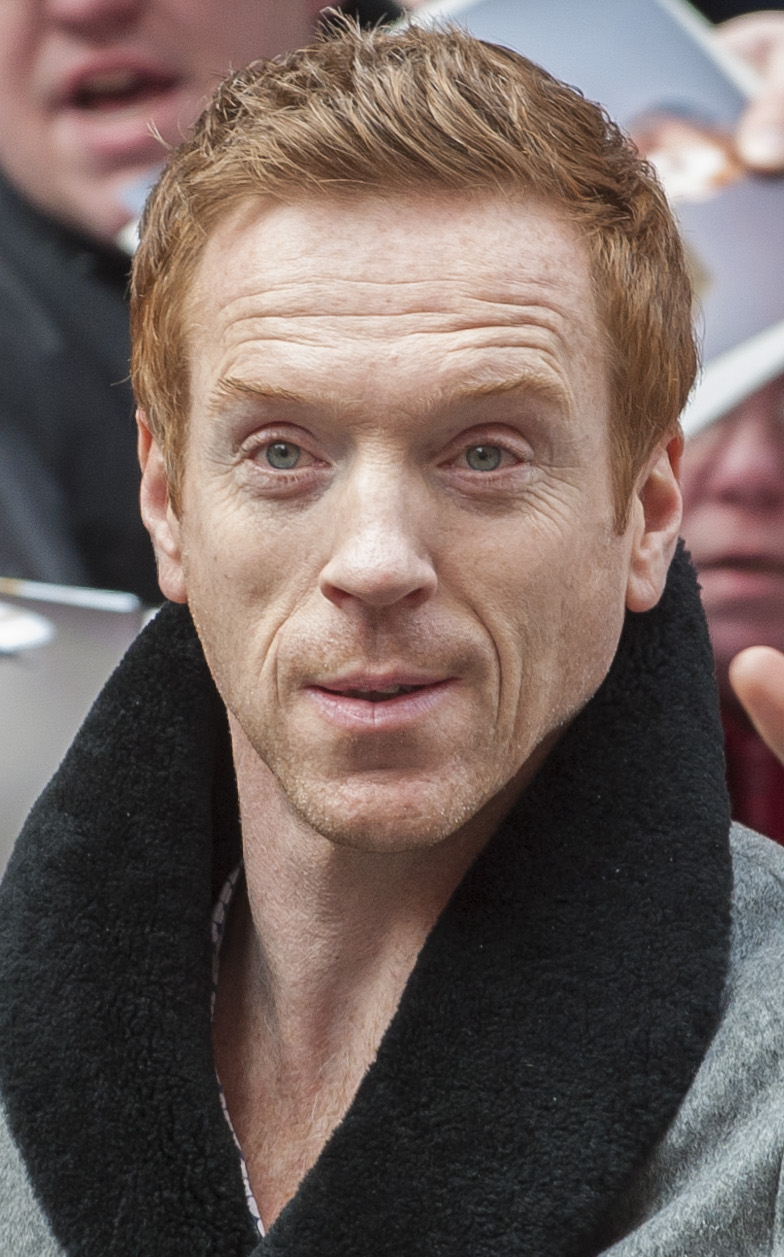
Damian Lewis
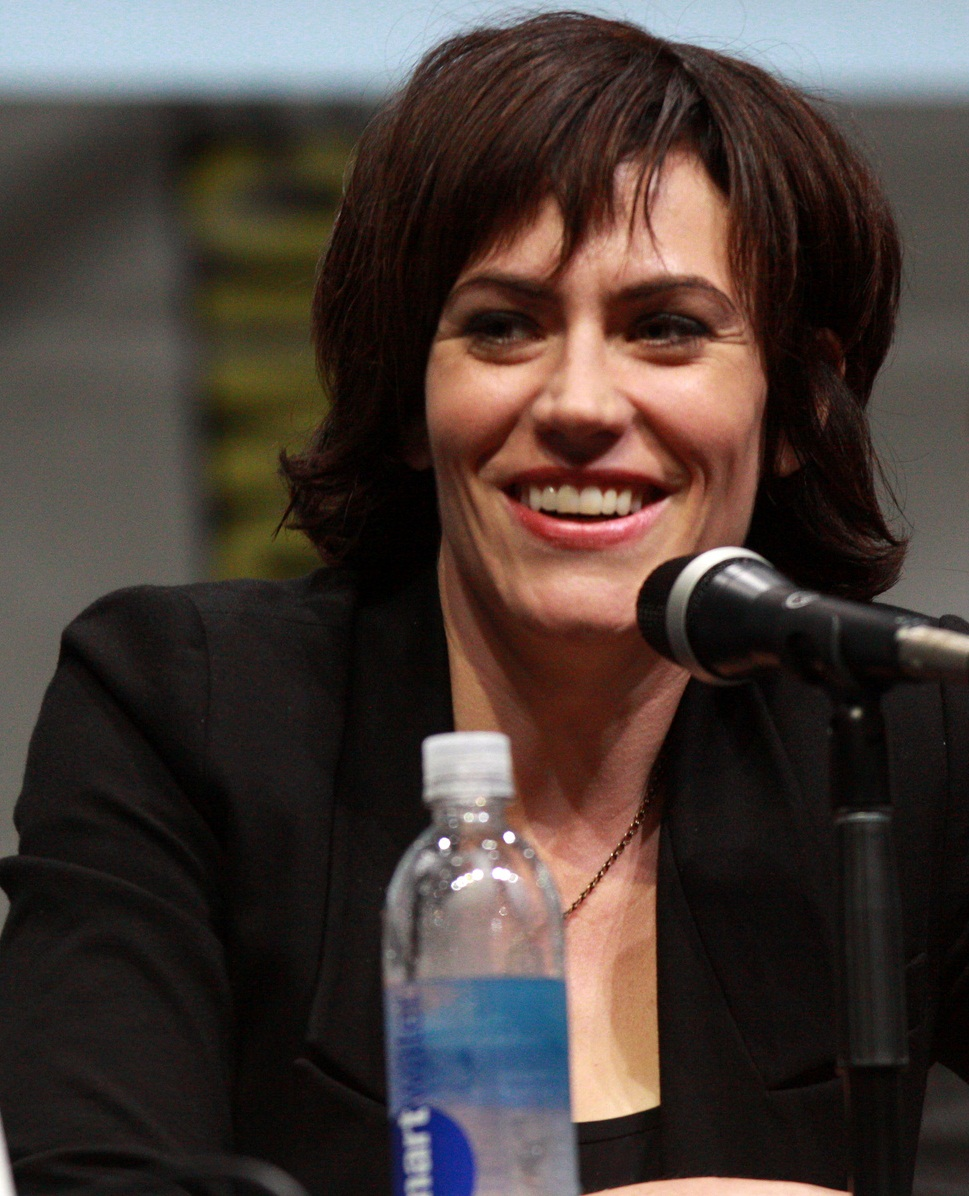
Maggie Siff
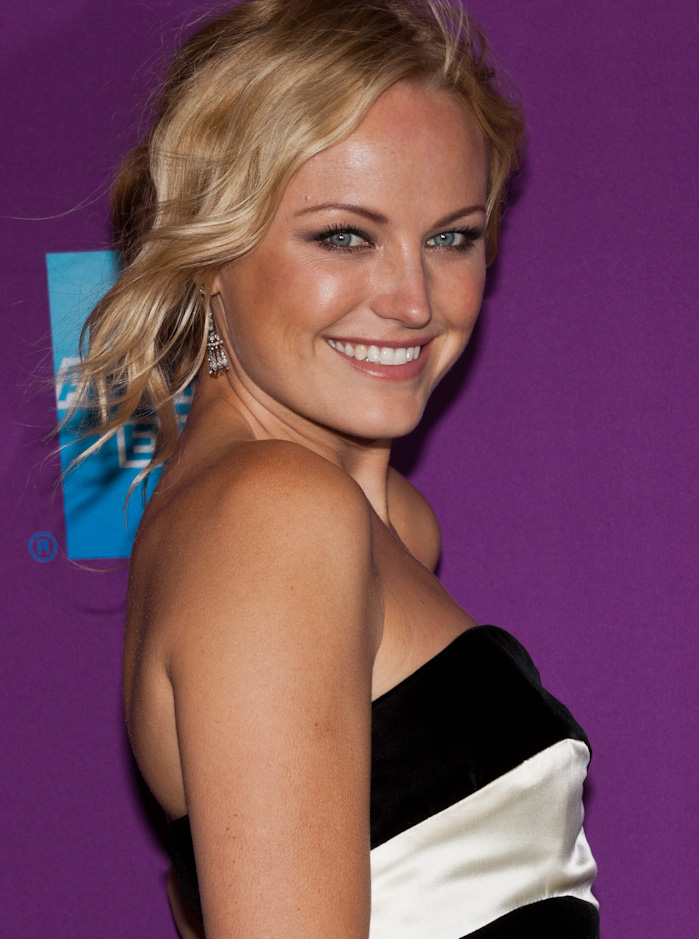
Malin Åkerman
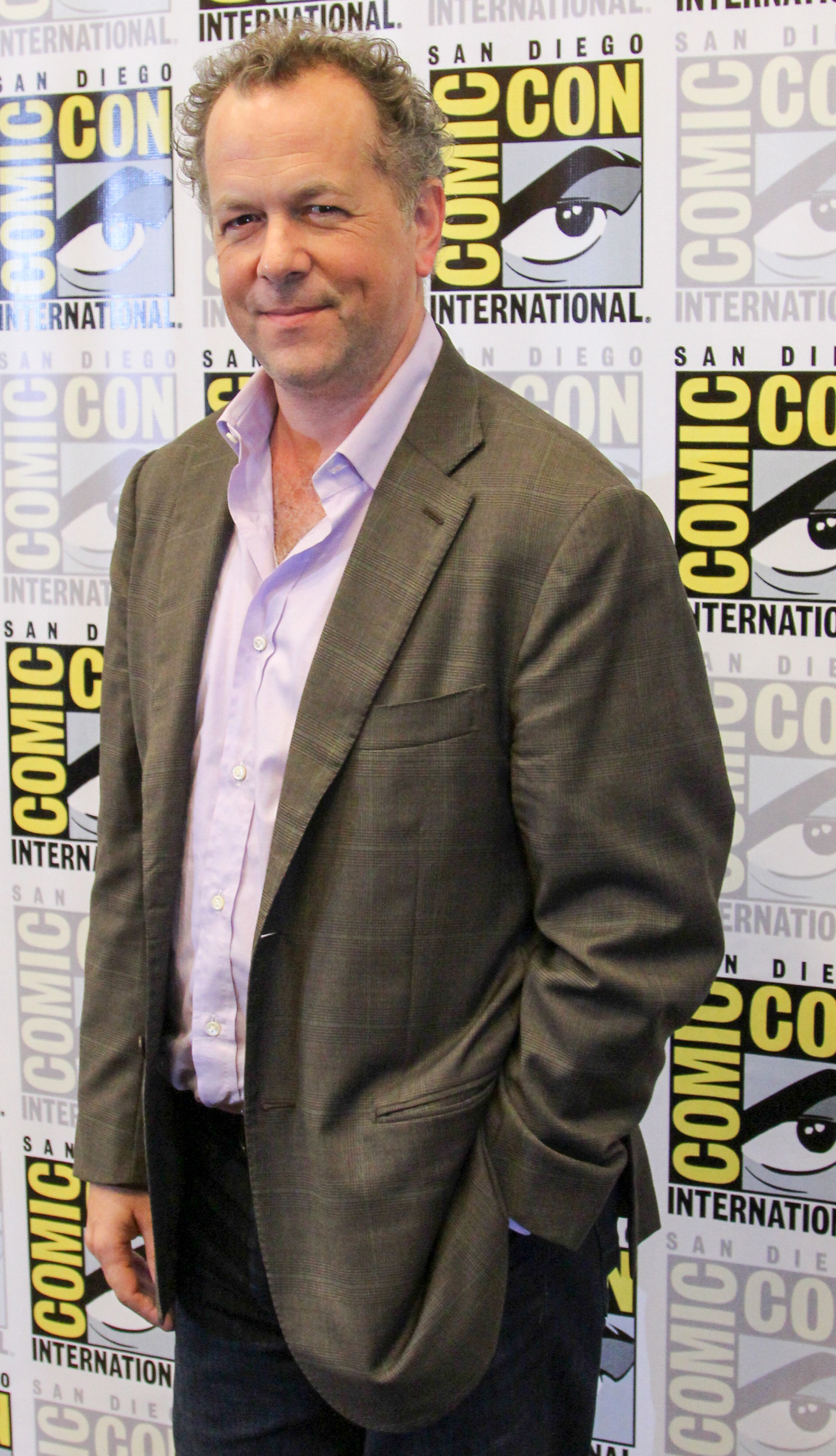
David Costabile
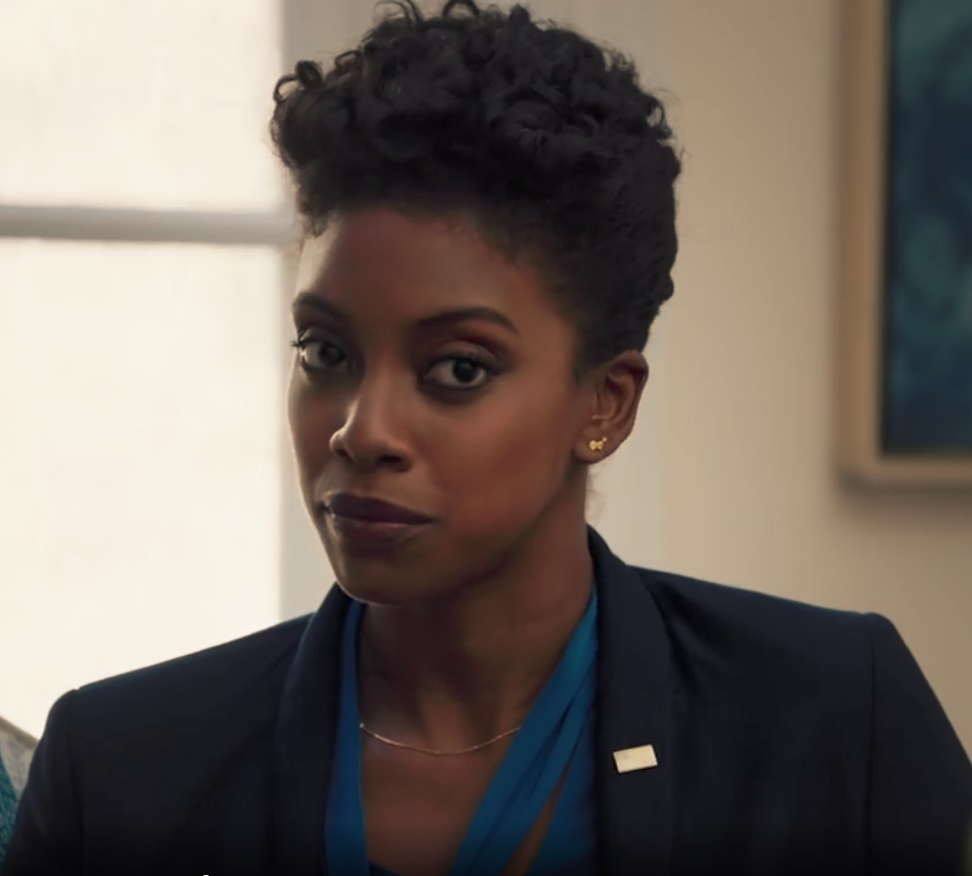
Condola Rashād
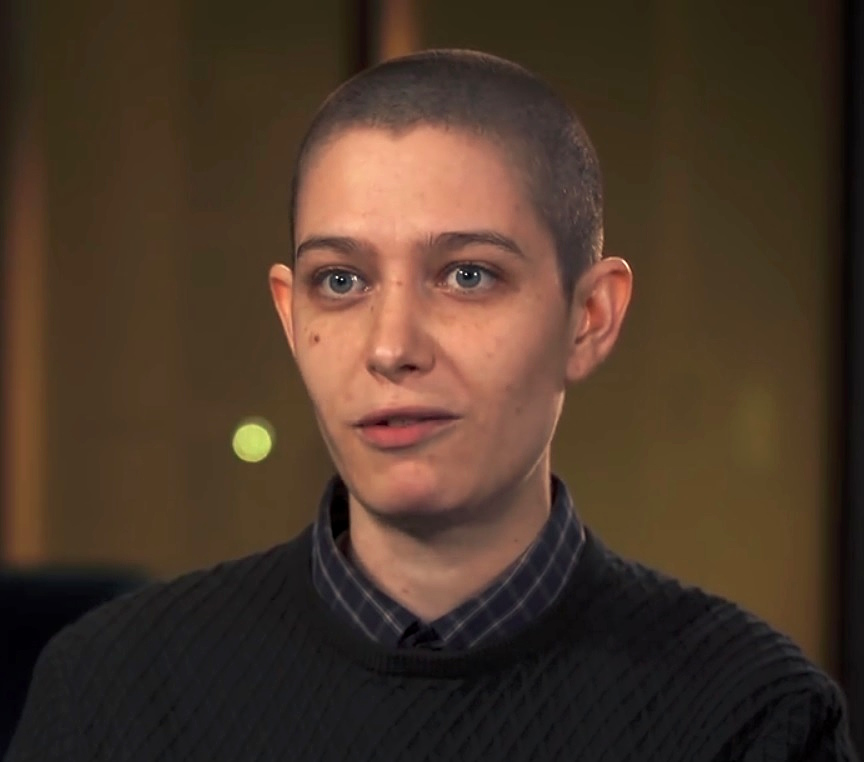
Asia Kate Dillon
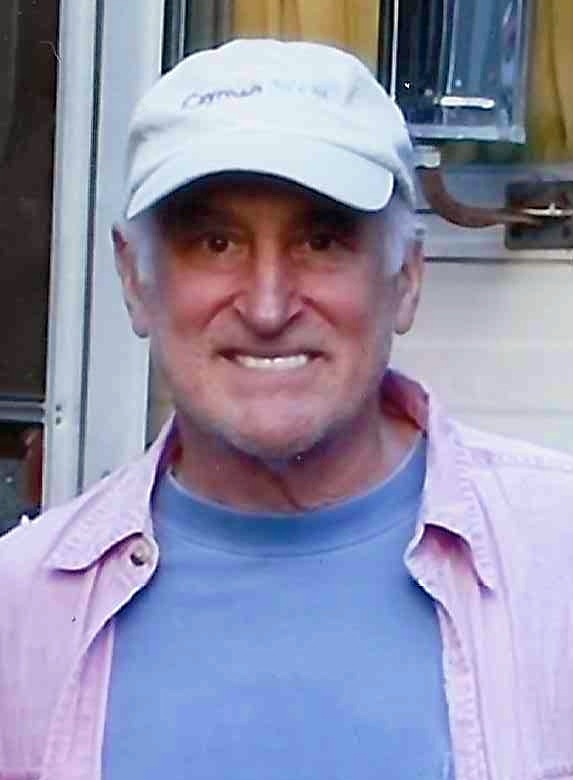
Jeffrey DeMunn
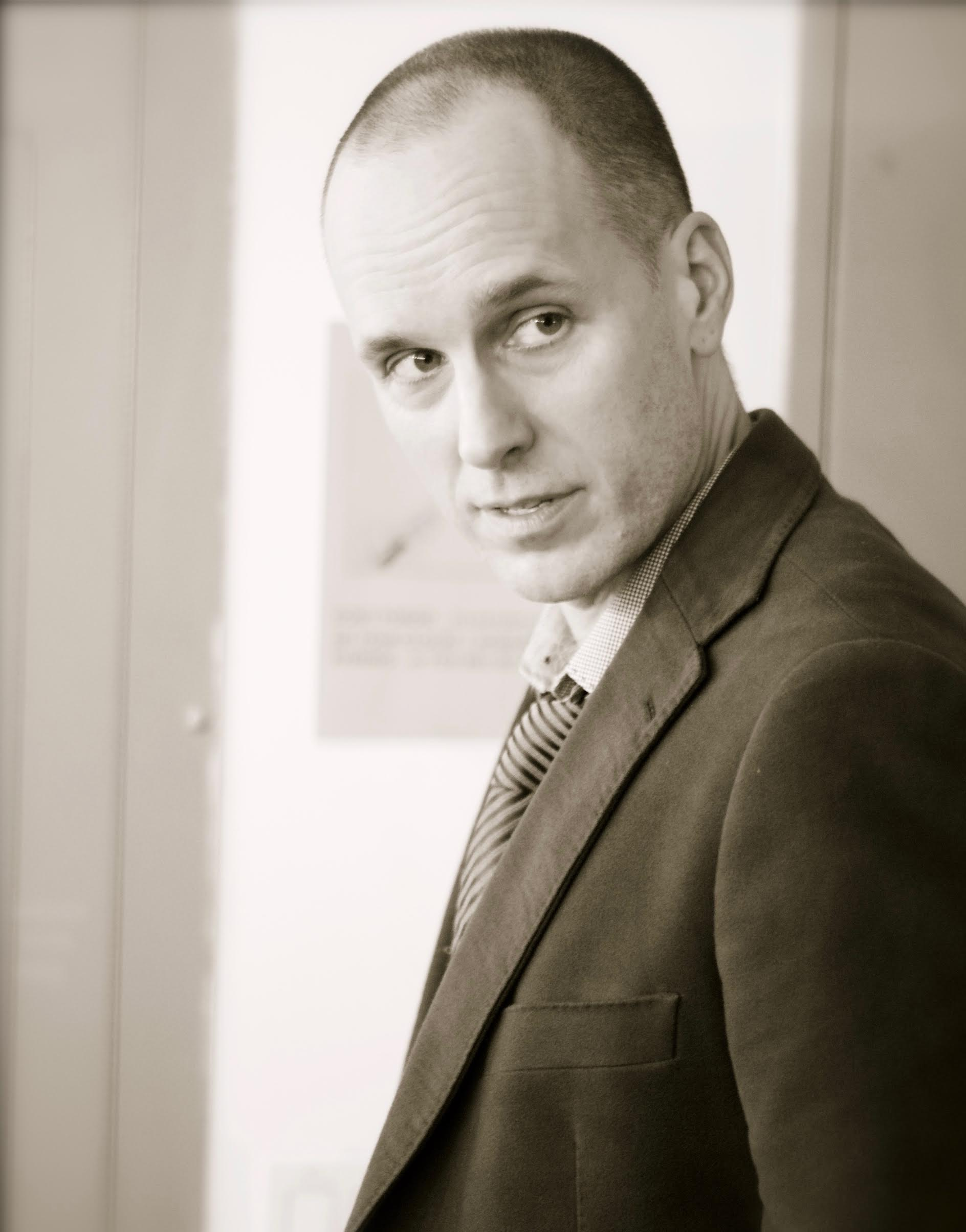
Kelly AuCoin
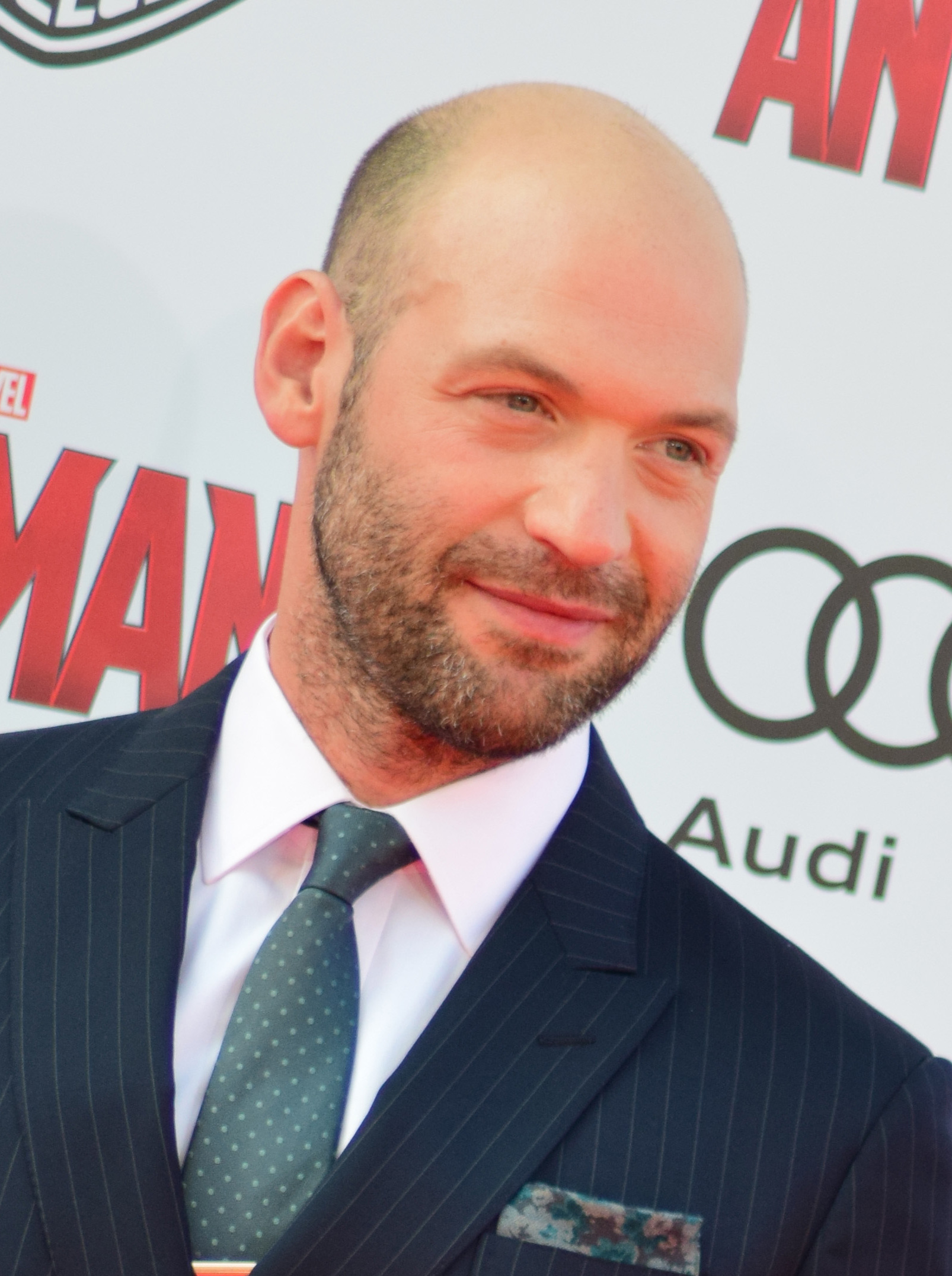
Corey Stoll
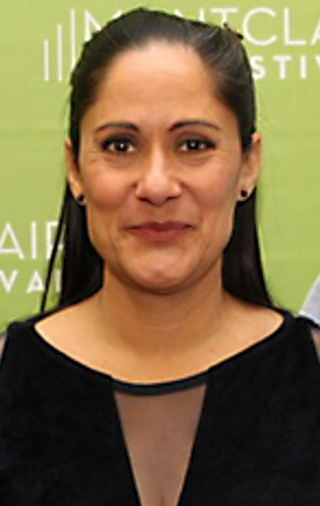
Sakina Jaffrey

### Personaggi secondari
- Dudley Mafee (stagioni 1-7), interpretato da Dan Soder, doppiato da Stefano Macchi.
Analista della Axe Capital, poi socio di Taylor alla Tmc. Gentile e altruista, Mafee è l'impiegato della Axe Capital più lontano dallo stereotipo del trader assetato di affari. Fa da tutor a Taylor quando era stagista, di cui poi si innamora non ricambiato, e ha un'infatuazione per Wendy. Diventa il primo a seguire Taylor nella nuova avventura alla Tmc.
- Hall (stagioni 1-7), interpretato da Terry Kinney, doppiato da Pasquale Anselmo.
Il tirapiedi di Axe, per il quale svolge le mansioni segrete di spionaggio. Fugge in Nuova Scozia quando Axe viene arrestato, tornando operativo una volta che il vecchio cliente ha nuovamente bisogno dei suoi servigi.
- Orrin Bach (stagioni 1-7), interpretato da Glenn Fleshler, doppiato da Enzo Avolio.
Capo dell'ufficio legale di Axe. Prima di lavorare come avvocato a tempo pieno è stato professore universitario. Tra i suoi studenti c'era Bryan Connerty che Orrin ha tentato più volte, senza successo, di convincere a lasciare la procura per lavorare al suo fianco.
- Ari Spyros (stagioni 1-7), interpretato da Stephen Kunken, doppiato da Andrea Lavagnino.
Investigatore della SEC, poi responsabile della compliance normativa alla Axe Capital. Puntiglioso ai limiti dell'ossessivo, entra più volte in attrito con Axe e i colleghi per la dissolutezza del loro modus operandi.
- Ira Schirmer (stagioni 1-7), interpretato da Ben Shenkman, doppiato da Massimiliano Plinio (stagioni 1-5) e da Fabrizio Russotto (stagioni 6-7).
Avvocato ed ex compagno di scuola di Chuck. Quest'ultimo lo convince a imbarcarsi nell'affare Ice Juice assieme a suo padre Charles. Il conseguente fallimento interrompe i loro rapporti, ripresi successivamente quando Chuck lo aiuta a riprendere in mano il suo matrimonio.
- Ben Kim (stagioni 1-7), interpretato da Daniel K. Isaac, doppiato da Mirko Mazzanti.
Giovane analista di origine asiatica della Axe Capital. Laureato all'Università di Stanford, inizia a lavorare per Axe agli albori della sua battaglia contro Chuck. Spesso ignorato, troverà il modo di rendersi utile alla causa della Axe Capital.
- Adam DeGiulio (stagioni 1-7), interpretato da Rob Morrow, doppiato da Marco Mete.
Giudice federale. La sua nomina a giudice nel caso Axelrod è stata pilotata da Chuck, del quale è amico di vecchia data e fa di tutto per favorirlo.
- Victor Mateo (stagioni 1-7), interpretato da Louis Cancelmi, doppiato da Fabrizio Vidale.
Dipendente di Axelrod.
- Sean Ayles (stagioni 1-5), Jack Gilpin, doppiato da Nino Prester.
Gestisce la fondazione di Axelrod dopo che la sua ascesa al potere viene rivelata al pubblico.
- Chef Ryan (stagioni 1-5), interpretato da Timothy Davis.
Chef personale della famiglia Axelrod.
- Franklin Sacker (stagioni 1-7), interpretato da Harry Lennix, doppiato da Stefano Mondini.
Padre di Kate Sacker.
- Deb Kawa (stagioni 1-2), interpretata da Ilfenesh Hadera.
Assistente personale di Bobby Axelrod e fidanzata di Dudley Mafee.
- Gordie e Dean Axelrod (stagioni 1-3, 5), interpretati da Jack Gore e Christopher Paul Richards (stagioni 1-2) e da Brian Beckerle (stagione 3).
Figli di Axe e Lara. Cresciuti nell'agio, sono educati dai genitori a non dare il loro tenore di vita per scontato.
- Eva Rhoades (stagioni 1-5), interpretata da Alexa Swinton, doppiata da Chiara Fabiano.
Figlia di Chuck e Wendy.
- Kevin Rhoades (stagioni 1-5), interpretato da Zachary Unger, doppiato da Mattia Fabiano (stagioni 4-5).
Figlio di Chuck e Wendy.
- Lonnie Watley (stagioni 1-4), interpretato da Malachi Weir, doppiato da Danilo Di Martino.
Ex assistente procuratore del distretto meridionale di New York.
- Steven Birch (stagioni 1-6), interpretato da Jerry O'Connell, doppiato da Stefano Thermes.
Rivale del fondo comune di investimento speculativo di Axelrod.
- Bruno Caparello (stagioni 1-5), interpretato da Arthur J. Nascarella, doppiato da Giorgio Favretto (stagioni 1-2), Giorgio Lopez (stagioni 3-4) e da Stefano Oppedisano (stagione 5).
Ex proprietario del negozio di pizza preferito da Axelrod.
- Dott. Ari Gilbert (stagioni 1-7), interpretato da Seth Barrish, doppiato da Massimo Rinaldi.
Medico di Donnie che diventa un testimone chiave nel caso contro Axelrod.
- Mick Danzig (stagioni 1-2, 4), interpretato da Nathan Darrow, doppiato da Marco Baroni.
Analista della Axe Capital, licenziato e successivamente riassunto da Axe.
- Kenneth Malverne (stagioni 1-3), interpretato da Dennis Boutsikaris, doppiato da Luca Dal Fabbro.
Rivale di Axelrod che guida un fondo comune speculativo concorrenziale.
- Pete Decker (stagioni 1, 3, 5), interpretato da Scott Cohen, doppiato da Pino Insegno.
Finanziere di Decker.
- Ellen Rhoades (stagione 1, 3, 5), interpretata da Deborah Rush, doppiata da Rita Savagnone.
Madre di Chuck ed ex moglie di Sr.
- Terri McCue (stagioni 1, 3), interpretata da Susan Misner, doppiata da Francesca Manicone.
Agente FBI.
- Michael Dimonda (stagioni 1-2), interpretato da Sam Gilroy, doppiato da Andrea Mete.
Giornalista del Wall Street Journal. Chuck e Axe lo usano come informatore dei loro rispettivi scoop.
- Donnie Caan (stagione 1), interpretato da David Cromer, doppiato da Antonio Palumbo.
Trader di Axe Capital e informatore di Bryan Connerty.
- Mistress Troy (stagioni 1-7), interpretata da Clara Wong, doppiata da Manuela Lomeo.
Dominatrice professionista che Chuck e Wendy visitano qualche volta.
- Todd Krakow (stagioni 2-7), interpretato da Danny Strong, doppiato da Patrizio Cigliano.
Rivale del fondo comune di investimento speculativo di Axelrod, in seguito nuovo Segretario del tesoro.
- Bob Sweeney (stagioni 2-7), interpretato da Matt Servitto, doppiato da Gerolamo Alchieri.
Governatore di New York, eletto grazie alle influenze di Chuck.
- Karl Allard (stagioni 2-7), interpretato da Allan Havey, doppiato da Angelo Nicotra (stagioni 2-3) e da Stefano De Sando (stagioni 4-6).
Assistente procuratore del distretto orientale di New York.
- "Black" Jack Foley (stagioni 2-4), interpretato da David Strathairn, doppiato da Gianni Giuliano.
Potente giocatore nell'arena politica dello stato di New York, considerato un kingmaker.
- Rudy Ruettiger (stagioni 2-4), interpretato da Chris Carfuzzi, doppiato da Gabriele Marchingiglio.
Trader principiante di Axe Capital.
- Lawrence Boyd (stagioni 2-3, 5), interpretato da Eric Bogosian, doppiato da Paolo Maria Scalondro.
CEO della banca d'investimento Spartan Ives.
- Oliver Dake (stagioni 2-3), interpretato da Christopher Denham, doppiato da Emiliano Coltorti.
Agente dell'OPR (Office of Professional Responsibility) e successivamente procuratore del distretto orientale di New York. Incaricato di indagare sull'operato di Chuck, diventa il suo alleato nell'incastrare Axelrod. Nominato procuratore del Distretto Est, viene scaricato da Chuck e troverà il modo di vendicarsi.
- Dott. Gus (stagioni 2-4), interpretato da Marc Kudisch, doppiato da Dario Oppido.
Terapista alla Axe Capital durante l'assenza di Wendy.
- Stephanie Reed (stagione 2), interpretata da Shaunette Renée Wilson, doppiata da Gemma Donati.
Capo dello staff della Axe Capital, assunta per proteggere Axelrod da ulteriori problemi con il governo.
- Sanford Bensinger (stagioni 2-4), interpretato da Richard Thomas, doppiato da Francesco Bulckaen.
Fondatore del fondo di donazione American Champion.
- Winston (stagioni 3-6), interpretato da Will Roland, doppiato da Stefano Sperduti.
Principale analista quantitativo di Taylor.
- Bonnie Barella (stagioni 3-7), interpretata da Sarah Stiles, doppiata da Antilena Nicolizas.
Nuova trader della Axe Capital.
- Waylon "Jock" Jeffcoat (stagioni 3-4), interpretato da Clancy Brown, doppiato da Alessandro Rossi.
Procuratore generale degli Stati Uniti.
- Giudice Funt (stagioni 3-4), interpretato da Harris Yulin, doppiato da Rodolfo Traversa.
Deve a Chuck un favore per aver mantenuto viva la carriera medica di suo figlio e non averlo mandato in carcere per aver abusato delle sue prescrizione per la sua tossicodipendenza.
- Grigor Andolov (stagioni 3-4, 7), interpretato da John Malkovich, doppiato da Luca Biagini.
Miliardario e magnate russo del petrolio, spietato criminale nell'Europa orientale protetto da vari governi autoritari.
- Oscar Langstraat (stagioni 3, 5), interpretato da Mike Birbiglia, doppiato da Maurizio Merluzzo.
Venture capitalist che ha un'avventura con Taylor Mason.
- Lauren Turner (stagioni 4–6), interpretata da Jade Eshete, doppiata da Erica Necci.
Dipendente per le relazioni con gli investitori della Taylor Mason Capital.
- Sara Hammon (stagioni 4-5), interpretata da Samantha Mathis, doppiata da Barbara De Bortoli.
Direttore operativo della Taylor Mason Capital.
- Roxanne (stagioni 4-5), interpretata da Lily Gladstone.
Donna nativa americana con cui ha un figlio con Chuck Rhoades Sr. e in seguito lo sposa.
- Rebecca Cantu (stagione 4), interpretata da Nina Arianda, doppiata da Federica De Bortoli.
Finanziera miliardaria e imprenditrice.
- Ritchie Sansome (stagione 4), interpretato da Michael Rispoli, doppiato da Enrico Di Troia.
Capitano della polizia di New York che scambia favori con Chuck.
- Douglas Mason (stagione 4), interpretato da Kevin Pollak, doppiato da Stefano Benassi.
Padre di Taylor.
- Tuk Lal (stagioni 4-7), interpretato da Dhruv Maheshwari, doppiato da Alessio Puccio.
Collega di Ben Kim.
- Rian (stagioni 5-7), interpretata da Eva Victor, doppiata da Margherita De Risi.
Lavora a stretto contatto con Taylor Mason.
- Catherine Brant (stagione 5), interpretata da Julianna Margulies, doppiata da Roberta Pellini.
Professoressa di sociologia dell'Ivy League e autrice di successo.
- Mary Ann Gramm (stagioni 5, 7), interpretata da Roma Maffia, doppiata da Aurora Cancian.
Procuratrice distrettuale di Manhattan.
- Dott. Swerdlow (stagioni 5-7), interpretato da Rick Hoffman, doppiato da Roberto Draghetti e da Roberto Fidecaro.
Medico con metodi non convenzionali.
- Nico Tanner (stagione 5), interpretato da Frank Grillo, doppiato da Christian Iansante.
Moderno artista che Axelrod finanzia per altri otto dipinti per se stesso.
- Andy Salter (stagioni 6-7), interpretata da Piper Perabo, doppiata da Domitilla D'Amico.
Moglie separata di Mike Prince.
- Bud Lazzara (stagione 6), interpretato da Wayne Duvall, doppiato da Carlo Cosolo.
Magnate immobiliare.
- Kristy (stagione 6), interpretata da Susan Blackwell, doppiata da Mirta Pepe.
- Bradford Luke (stagione 7), interpretato da Babak Tafti, doppiato da Alessandro Campaiola.
Affermato consulente politico.
- Amanda Torre (stagione 7), interpretata da Hannah Hodson, doppiata da Ludovica Bebi.
Giovane procuratrice del distretto meridionale.
- Nancy Dunlop (stagione 7), interpretata da Melina Kanakaredes, doppiata da Emanuela Rossi.
Governatrice del Montana.

## Produzione
Il 13 marzo 2014 Showtime annunciò la produzione di un episodio pilota basato su una sceneggiatura scritta dal duo Brian Koppelman e David Levien insieme al giornalista Andrew Ross Sorkin, già autore del best seller Il crollo - Too Big to Fail. L'episodio pilota è diretto da Neil Burger. A ispirare i creatori della serie è stato il contenzioso legale tra l'ex procuratore del Distretto Sud di New York Preet Bharara e il manager dell'hedge fund S.A.C. Capital Advisors Steve Cohen.
Nel mese di ottobre 2014 Damian Lewis e Paul Giamatti furono ingaggiati per i ruoli dei protagonisti, mentre nei mesi seguenti al cast principale si unirono anche Maggie Siff, David Costabile, Condola Rashād, Toby Leonard Moore e Malin Åkerman; per il ruolo di quest'ultima, la moglie di Axe, in un primo momento era stata scelta Kerry Condon.
Il 24 marzo 2015 fu confermata la produzione di una prima stagione di dodici episodi, girata durante lo stesso anno a New York. Il 26 gennaio 2016 è stato annunciato il rinnovo per una seconda stagione, mentre il 9 marzo 2017 viene rinnovata anche per una terza stagione. Il 26 aprile 2018, Showtime ha rinnovato la serie per una quarta stagione. L'8 maggio 2019, la serie è stata rinnovata per la quinta stagione. Il 1º ottobre 2020, Showtime ha rinnovato la serie per una sesta stagione e Corey Stoll è stato promosso nel cast principale. Il 15 febbraio 2022 Showtime ha rinnovato la serie per una settima stagione, che sarà l'ultima.

## Distribuzione
L'8 luglio 2015 venne distribuito il primo trailer della serie, trasmessa sul canale via cavo Showtime dal 17 gennaio 2016 al 29 ottobre 2023. Il primo episodio è stato distribuito in anteprima online su varie piattaforme gratuite il 1º gennaio 2016. In Italia è andata in onda sul canale satellitare Sky Atlantic dal 21 giugno 2016 al 27 ottobre 2023.

## Riconoscimenti
- 2017 – Satellite Awards[22]
  - Candidatura alla miglior attrice non protagonista in una serie, miniserie o film per la TV a Maggie Siff
- 2018 – Critics' Choice Awards[23]
  - Candidatura al miglior attore in una serie drammatica a Paul Giamatti
  - Candidatura al miglior attore non protagonista in una serie drammatica a Asia Kate Dillon
- 2018 – GLAAD Media Awards[24]
  - Candidatura alla miglior serie drammatica
- 2019 – GLAAD Media Awards[25]
  - Candidatura alla miglior serie drammatica
- 2019 – Satellite Awards[26]
  - Candidatura al miglior attore in una serie televisiva drammatica a Damian Lewis
  - Candidatura alla miglior attrice in serie televisiva drammatica a Maggie Siff
- 2020 – GLAAD Media Awards[27]
  - Candidatura alla miglior serie drammatica
- 2021 – Satellite Awards[28]
  - Candidatura alla miglior serie drammatica
  - Candidatura al miglior attore in una serie televisiva drammatica a Damian Lewis
  - Candidatura alla miglior attrice in serie televisiva drammatica a Maggie Siff
- 2023 – Satellite Award[29]
  - Miglior serie drammatica